# 苏米多鲁
苏米多鲁是巴西里约热内卢州的一个市镇。总面积395.213平方公里，总人口15313人，人口密度38.7人/平方公里。